# Paula Petričević
Paula Petričević (Kotor, 1978) je crnogorska mirovna i feministička aktivistkinja, Ombudsmanka dnevnog lista „Vijesti” i nedjeljnika „Monitor” iz Podgorice. Diplomirala je filozofiju na Filozovskom fakultetu Univerziteta u Beogradu a magistrirala je na Fakultetu političkih nauka. Predavačica je u centru za žensko i mirovno obrazovanje „ANIMA“ gde se bavi rodnim politikama, ženskim i ljudskim pravima kao i pitanjima institucionalizacije feminizma. Autorka je više naučnih radova koji se bave rodnom teorijom. 

## Biografija
Paula Petričević je osnovnu i srednju školu završila u Kotoru nakon čega se seli za Beograd gde je 2005 godine diplomirala na Filozofskom fakutltetu Univerziteta u Beogradu. Godine 2018. brani magistarsku tezu na Fakutetu političkih nauga u Beogradu „Ucenjivački ideniteti – dometi i granice politike identiteta“. Godine 2019. upisuje doktorske studije na smeru Kultura i mediji na istom fakultetu. Paula Petričević radi kao profesorka filozofije u kotorskoj gimnaziji i ŠOSMO „Vida Matjan“.

## Medijsko delovanje i kritika
Paula Petričević svoj novinarski i predavački diskurs gradi na izučavanju teorije roda, kritičke teorije društva i medijske etike u izveštavanju. Od 2010 godine radi kao kolumnistkinja i Ombudsmanka u dnevnim novinama „Vijesti“ i u nezavisnom nedeljniku „Monitor“ gde u svojim tekstovima nastupa protiv ideje nacionalizma, sve većeg uticaja crkve u državnim politikama i preispitivanja istorije nakon raspada SFRJ) i bombardovanja od strane NATO pakta 1999. godine.Takođe javno istupa o nekritičkom i neobjektivnom izveštavanju medija za koje smatra da doprinose političkoj klimi koja preživljava na podelama) i govori o polarizovanoj medijskoj sceni u Crnoj Gori) i novoj političkoj kulturi u svetu koja se prenosi na sve aspekte društvenog i ekonomsko-političkog života 
„Oslobođeni turobnog tereta zrelosti - odgovornosti, razboritosti, obavezanosti zajedničkom realnošću i činjenicama koje postavlja pred nas, odjednom beslovesno lagani i jednostavni, u svojim paperjastim ružičastim srcima nosimo životinjski kompas koji se upravlja jednim i jedinim sjeverom - strahom, što nas rastjeruje ili okuplja kao željeznu prašinu kad joj se prinese magnet.”— Paula Petričević, Vijesti "Riječ godine"

## Feminističko delovanje
Kroz svoje naučne tekstove Paula Petričević se bavi pitanjem sećanja na socijalističku feminističku zaostavštinu i opominje na opasnost zaborava ženske borbe od osnivanja AFŽ-a
„Pokušamo li iz ove perspektive uspostaviti smislenu i produktivnu vezu sa iskustvom najmasovnijeg i najučinkovitijeg ženskog organizovanja na (post)jugoslovenskom prostoru, jedino što sa sigurnošću možemo prepoznati kao strukturnu sličnost sa današnjim trenutkom jeste matrica iznevjeravanja.”— Paula Petričević, Šta je nama AFŽ? Prilozi za nova čitanja istorije socijalističkog ženskog pokreta 1943-1953
Paula istupa u odbranu prava žena i kritički analizira i preispituje promene u politikama koje na njih utiču a koje prate pravce koje određena vlada zauzima. Takođe postavlja pitanje odnosa institucije crkve prema ženskim pravima i koliko svete knjige, koje su ujedno temelji pravne i književne tradicije, stoje na putu ostvarivanja tih prava. Glasno se protivi ponovnom preispitivanju prava na abortus gde prepoznaje položaj žene kao objekta za dostizanje političkih agendi vlasti u sprezi sa crkvom.Jasno se zauzima za važnost jačanja feminizma kao borbe ne samo protiv seksizma već i borbe za „iskorenjivanje svh oblka dominacije i podređenosti“). Njena oštra kritika se bavi i statusom rodne ravnopravnosti i  feminizma  u Crnoj Gori i suprotstavlja postojanje formalnih mehanizama za postizanje tih prava sa duboko ukorenjenim ideloškim prikazom rodnih uloga) i negativnom predznaku u svesti crnogorskog stanovništva pri pomenu reči „feminizam“Paulina feministička kritička reč se proteže i na sveru obrazovanja u kome prepoznaje rodno zasnovane stereotipe 
Svoj doprinos je dala i brobi za prava lezbejki u pulikaciji Sestrinstvo i jedinstvo: Lezbe/ijski aktivizam na (post)jugoslo/avenskom prostoru gde govori o lezbejskom aktivizmu i njegovom učinsku u Crnoj Gori.